# پسری که توسط مارمولک گاز گرفته شد
پسر گازگرفته‌شده با مارمولک (به ایتالیایی: Ragazzo morso da un ramarro) یک نقاشی اثر کاراواجو نقاش باروک ایتالیایی است. این اثر در دو نسخه کشیده شد که هر دو از آثار معتبر کاراواجو است، یکی در بنیاد روبرتو لانگی در فلورانس و دیگری در گالری ملی لندن وجود دارد.
تصور می‌شود که هر دو نسخه مربوط به دورهٔ زمانی ۱۵۹۴–۱۵۹۶ است. به گفتهٔ مورخ هنر، روبرتو لانگی، با توجه به اینکه نقاشی‌ها دارای تمام نشانه‌های کارهای اولیه نقاشی شده در خانه کاردینال فرانچسکو دل مونته حامی فرهیخته کاراواجیو، و اینکه کاراواجو تا مدتی در سال ۱۵۹۵ وارد کاخ مادامای کاردینال نشد، پایان اخیر این دورهٔ زمانی محتملتر به نظر می‌رسد.